# Kitasato Shibasaburō
Danshaku Kitasato Shibasaburō (北里柴三郎, Kitasato Shibasaburō), né le 29 janvier 1853 à Oguni dans l'actuelle préfecture de Kumamoto, au Japon, et décédé le 13 juin 1931 à Azabu, à Tokyo, est un médecin et un bactériologiste japonais.
Il complète sa formation de médecin à Berlin dans le laboratoire de Robert Koch. Il est le collaborateur d'Emil Adolf von Behring, premier prix Nobel de médecine en 1901, pour ses travaux sur la sérothérapie, en particulier contre la diphtérie.
Il est aussi connu pour une querelle de priorité avec Alexandre Yersin à propos de la découverte de l'agent infectieux de la peste bubonique en 1894.
Son effigie figurera sur les nouveaux billets de 1000¥ (mille yens) qui seront mis en circulation vers 2024, ce changement d’effigie (sur les billets japonais de cette valeur) n’ayant pas eu lieu depuis 2004.

## Biographie
Kitasato est né le 19 janvier 1853 dans le bourg d'Oguni, dans la province de Higo (préfecture de Kumamoto depuis 1875), sur l'île de Kyūshū, au Japon.  Son père était Korenobu Kitasato, maire d'Oguni,,.

### Jeunesse et formation
Après ses années d'éducation secondaire, Kitasato commença ses études à l'hôpital d’Igakusho  l'École de Médecine de Kumamoto,. Il y rencontra  son premier mentor, un médecin Néerlandais C. G. van Mansvelt qui eut une grande influence sur lui . Il lui prodigua des conseils non seulement dans le domaine de la médecine mais aussi sur toutes sortes de sujets concernant le monde occidental que Kitasato ne connaissait pas du tout. Lorsque Van Mansvelt quitta Kitasato il lui conseilla de partir à l’hôpital de Tokyo à l'Université Impériale de Tokyo où il devint Médecin en 1883. Le premier travail de Kitasato fut au sein du bureau de la Santé publique à Tokyo. Son supérieur était Masanori Ogata qui revenait d’Allemagne où il avait appris les dernières informations sur la théorie et la pratique en bactériologie, qu’il partagea avec Kitasato. C’est Ogata qui recommanda et organisa le voyage de Kitasato à Berlin dans le laboratoire de Robert Koch en 1885. Robert Koch était connu pour être un des fondateurs de la microbiologie, et aussi pour avoir découvert la bactérie de la tuberculose auquel on a donné son nom « bacille de Koch ».

### Les années berlinoises dans le laboratoire de Koch (1886-1892).
À Berlin, Kitasato travaille avec Emil Adolf von Behring au laboratoire de Robert Koch,. Il y étudie les agents pathogènes du tétanos et de la diphtérie. Il resta six ans avec Robert Koch, une période pendant laquelle il fit d'importantes percées en matière de vaccinations.  La première percée de Kitasato en 1889, fut quand il annonça qu’il avait trouvé le moyen de cultiver la bactérie Clostridium chauvoei qui cause la maladie de la gangrène gazeuse chez les ovins et bovins.
La structure des facultés de médecine de Tokyo et de Kyoto, les leçons et les tests médicaux ont été conçus strictement selon le modèle prussien. 
Les relations entre l'Allemagne et le Japon firent qu'à la fin du XIXe siècle, les deux pays connurent une intense période d'échange d'étudiants. Jusqu'en 1888, douze des quatorze départements médicaux au Japon étaient occupés par des étudiants japonais ayant étudié avec les professeurs allemands. En outre, les meilleurs étudiants japonais étaient envoyés en Allemagne pour d'autres études, à l'exemple de Kitasato Shibasaburō. Le séjour en Allemagne de Kitasato a été prolongé par Robert Koch à la demande du gouvernement japonais.
Par la suite, en 1889, il est le premier à réussir la culture pure de la bactérie Clostridium tetani, cause du tétanos. En collaboration avec Emil von Behring, il montre en 1890 l'efficacité des antitoxines contre le tétanos et la diphtérie. 
Il est à noter qu'Alexandre Yersin se trouvait également à Berlin dans le laboratoire de Koch en 1889. 
En 1891, Robert Koch le mentor de Kitasato est nommé directeur de l'Institut des maladies infectieuses à Berlin. 
Kitasato quant à lui, à son retour au Japon en 1892, fonde l'Institut d'Étude des maladies infectieuses avec l'aide de Fukuzawa Yukichi,.

### L'épisode de la recherche sur le bacille de la peste
En 1894, à la demande du gouvernement japonais, Kitasato part à Hong Kong, afin d'étudier le phénomène de pandémie de peste qui sévissait là-bas, ainsi que les agents de transmission. Tous deux observent une maladie contagieuse et inoculable mais Yersin rechercha le bacille dans les bubons et les ganglions des malades, et observa une véritable purée de bacilles trapus à bouts arrondis ne prenant pas le Gram ou à Gram négatif. Kitasato, quant à lui, fit ses recherches dans le sang à partir d'hémocultures.  
Il réalise alors simultanément avec Alexandre Yersin mais indépendamment, des recherches sur la cause de cette épidémie de peste propagée par des puces (Xenopsylla cheopis) sur des rats contaminés qui en étaient le principal véhicule. Tous deux réussissent à isoler une nouvelle bactérie de la famille des Enterobacteriaceae appelée d'abord Pasteurella pestis puis Yersinia pestis.   
De ce fait, chacun des deux savants revendiquèrent la paternité de la découverte de la bactérie de la Peste, ce qui entraina des grandes controverses dans le monde scientifique. En effet, Louis Pasteur et Robert Koch étaient les chercheurs les plus populaires à cette époque, tous deux ont fondé des Écoles prestigieuses, mais ils étaient souvent en opposition. 
Dans la découverte du bacille, le facteur chance joua en faveur de Yersin, en effet ce bacille se développait à 27 °C, Kitasato disposait d'étuves à 37 °C et voyait difficilement le bacille se développer, alors que Yersin dans sa paillotte à température ambiante (27 °C) constata qu'elle poussait. Yersin put alors envoyer rapidement ses souches à Émile Roux et sa découverte fut confirmée le 30 juillet 1894. Cependant, Kitasato ne renonça pas, certains traités de bactériologie parlent encore du bacille de Kitasato-Yersin (Histoire de la Peste de Jean Vito 2015).
Kitasato avait ses partisans, mais la description qu'il publie du microbe sera finalement considérée comme inexacte, l'erreur étant probablement due à la pollution de ses échantillons de cultures bactériennes par des pneumocoques. Kitasato la baptisa tout d'abord « Pasteurella pestis », en l'honneur de Pasteur, puis la bactérie de la peste. Elle a été finalement rebaptisée Yersinia pestis.

### Recherches au Japon
Quatre ans après l'épisode de la recherche sur la bactérie de la peste, en 1898, Kitasato et son étudiant Kiyoshi Shiga furent capables d'isoler et de décrire les causes de la dysenterie dans l'organisme. 
Kitasato a créé son propre laboratoire en 1892 à son retour au Japon. En 1899, ce laboratoire fut saisi par le gouvernement Japonais qui conserva Kitasato en tant que directeur. Quand ce laboratoire fusionna avec l'Université de Tokyo, Kitasato démissionna et fonda l'Institut Kitasato en 1914 à Shirogane, Tokyo. 
Ensuite, un an plus tard en 1900, il fonda Yojoen, le premier  sanatorium au Japon à Shiba-Shirogane à Tokyo avec l'aide de Yukichi Fukuzawa, pour les malades de la tuberculose. 
En 1901, Kitasato fut nommé pour le premier prix Nobel de médecine et de physiologie avec Von Behring pour leurs travaux sur la présence d'antitoxines dans le sang des patients atteints de la diphtérie et du tétanos. En effet, Kitasato et Behring ont démontré le rôle que l'antitoxine jouait dans la prévention de la maladie par la production d'une immunité passive au tétanos sur un animal ayant reçu des injections de sérum provenant du sang d'un autre animal infecté par le tétanos. Cependant ce fut von Behring seul, qui fut récompensé par le prix Nobel de médecine en 1901.  
Par ailleurs, Kitasato mena également des recherches sur l'antitoxine de la maladie du charbon (en anglais anthrax). 
Robert Koch arrive au Japon le 12 juin 1908 avec un accueil triomphal parmi la communauté scientifique japonaise, son meilleur disciple japonais Kitasato Shibasaburō l'accompagne tout au long de son séjour au Japon. 
Lorsque Kitasato reçoit la nouvelle de la mort de Koch en 1910 (17 mai), il en est très affecté. Peu après, il lui construit un petit sanctuaire à l'Institut national des maladies infectieuses en son honneur. Une mèche de cheveux de Koch y repose comme une relique. 
Le sanctuaire a échappé à l'incendie de la Seconde Guerre mondiale, et continue à ce jour d'être un lieu de culte à l'Institut Kitasato. (Kitasato Kenkyusho).

### Distinction et fonctions honorifiques
En 1914, Kitasato fonde à Tokyo un institut de recherche qui porte aujourd'hui son nom : l'institut Kitasato,.
Kitasato est nommé en 1917, le premier doyen de l'École de médecine de l'université Keiō, université privée japonaise située à Tokyo et fondée en 1858. L'université Keiō remet chaque année un prix de science médicale Keiō à Tokyo.
À partir de 1917, il siège également à la chambre des pairs de la Diète de l'empire du Japon créée sous l'ère Meiji en 1889 et remplacée depuis par la chambre haute de la Diète du Japon créée par la constitution japonaise de 1947 qui détient le pouvoir législatif appelée aussi la chambre des conseillers,.
En septembre 1921, Kitasato créa avec plusieurs scientifiques, la Sekisen Ken-onki Corporation avec l'intention de fabriquer le thermomètre le plus fiable. La compagnie fut ensuite rebaptisée Terumo Corporation. 
En 1923, il fonde et devient le premier Président de l'Association de Médecine au Japon.
En février 1924, Kitasato est anobli selon les codes de la noblesse japonaise mises en place sous l'ère Meiji Kazoku, et il deviendra un Danshaku — une équivalence japonaise du rang français de baron,. Ce titre était héréditaire, mais son fils en fut déchu après son suicide raté au lac Chūzenji en compagnie d'une geisha.
Kitsato est membre de l'institut Leopoldina, l'institut allemand des sciences à partir de 1927 en microbiologie et en immunologie.  
Il décède d'une hémorragie cérébrale à son domicile, le 13 juin 1931 à l'âge de 78 ans à Azabu (Tokyo) au Japon. Il est enterré au cimetière d'Aoyama de Tokyo. Un musée  mémorial pour Kitasato fut érigé à Oguni, sa ville natale, et en 1964, un autre musée à sa mémoire fut ouvert à l'université Kitasato.

## Dans les arts et la culture populaire

### Filmographie

#### Télévision
- 2017 : Yusuke Yamasaki le joue dans Charité.

### Sites externes
- (en) « History - the kitasato institute », sur kitasato.ac.jp via Wikiwix (consulté le 18 février 2024)
- Notices d'autorité :   - VIAF
  - ISNI
  - IdRef
  - LCCN
  - GND
  - Japon
  - CiNii
  - Pays-Bas
  - Israël
  - NUKAT
  - Tchéquie
  - WorldCat
- (en) « Kitasato Shibasaburō », sur Find a Grave